# Lammassaari (ö i Birkaland, Tammerfors, lat 61,56, long 23,31)
Lammassaari är en ö i Finland. Den ligger i sjön Mahnalanselkä och i kommunen Tavastkyro i den ekonomiska regionen Tammerfors och landskapet Birkaland, i den sydvästra delen av landet, 180 km nordväst om huvudstaden Helsingfors. Öns area är 6 hektar och dess största längd är 460 meter i sydväst-nordöstlig riktning.